# Bambole di pezza
Le Bambole di pezza sono un gruppo musicale italiano rock pop punk di Milano, con una formazione esclusivamente femminile. Hanno pubblicato 4 dischi e hanno un'intensa attività live. Oltre all'attività musicale, la band è sempre stata impegnata su tematiche femministe, sulla lotta a favore dell'uguaglianza di genere e contro la violenza di genere e il sessismo.

## Storia del gruppo

### Gli esordi
Nel 2002 firmarono per la Tube Records, con cui pubblicarono il loro primo disco Crash Me. L'album presentava un punk rock energico. Dopo l'album partì una lunga tournée, che le portò anche a supportare la band spagnola Ska-P nel loro tour italiano suonando in vari palazzetti dello sport.
Le Bambole di pezza parteciparono come guest star all'episodio "Il giorno del lupo" della serie televisiva L'ispettore Coliandro, interpretando la parte della band in cui suona Nikita, la protagonista dell'episodio, e suonando il brano "Le Streghe".

### La reunion
Le Bambole di pezza si riunirono nel 2014 per celebrare i 10 anni dall'uscita del loro ultimo album Strike.
Le Bambole di Pezza tornano con una nuova formazione e rinnovata energia. Le due chitarriste storiche, Morgana Blue e Dani Piccirillo, hanno  ripreso in mano il progetto chiamando Cleo (voce) Kaj (basso) e Xina (batteria). Esordiscono al concerto del 1º maggio 2022 in Piazza della Scala a Milano insieme ai Rezophonic. 
Nel giugno 2022 esce il nuovo singolo Favole, a cui segue un importante tour in tutta la nazione. Il 25 settembre ritornano a suonare con gli Ska-P al Carroponte di Sesto San Giovanni di fronte ad un numeroso pubblico. 
In ottobre esce il singolo Rumore, tributo alla icona italiana Raffaella Carrà che verrà usato come colonna sonora per la miniserie dedicata all'artista. Nello stesso anno, il 17 dicembre, in occasione della Giornata internazionale per l'eliminazione della violenza contro le donne, esce “Non Sei Sola”, un brano che vedeva Jo Squillo come ospite. 
Nel luglio del 2023 esce l'album Dirty (AAR Music), che vede la produzione artistica di Andrea Tripodi, per un disco ancora una volta incentrato sui temi sociali. Una versione deluxe dell'album venne pubblicata di li a poco, con tre brani supplementari.
Nel Giugno 2023 aprono il concerto dei Def Leppard e dei Motley Crue all’Ippodromo San Siro Milano, e nell’Agosto 2024 aprono i Sex Pistols e gli Editors all’Ama Festival.
Nel 2024 passano all’etichetta Nigiri con distribuzione Sony e pubblicano i singoli Stuntman, ZenZero e Cresciuti Male, in featuring con J-Ax.
Il 24 gennaio 2025 esce l'album Wanted , che contiene singoli come Cresciuti Male feat J Ax, Wanted feat Jack Out, e Senza Permesso.
Il singolo Favole supera 1,2 milioni di stream online.
Nel 2025 sono nella line up del Concerto del Primo Maggio a Roma.

## Formazione

### Formazione attuale
- Cleo – voce
- Morgana – chitarra solista
- Dani – chitarra ritmica e cori
- Xina – batteria e cori
- Kaj – basso e cori

### Ex componenti
- Aika Ceccarelli – batteria
- Franka Weird – basso
- Micky Paiano – voce
- Rox Randisi – voce

## Discografia

### Album in studio
- 2002 – Crash Me
- 2004 – Strike
- 2023 – Dirty
- 2025 – Wanted

### Compilation
- 2002 – Rock Sound Speciale Punk Rock 11 con il brano Le Streghe (CD, Rock Sound)
- 2003 – Musiche Per Lavoratori Flessibili - Vol. 1 con il brano Crash Me (CD, Alai)
- 2003 – Eskalibur Volume Uno con il brano Stato Puro D'Odio (CD, Eska Records)
- 2003 – Punk & Contaminazioni 3 con il brano Vieni Con Me (CD, Sana Records)
- 2004 – Punk It! con il brano Stato Puro D'Odio (CD, Rude Records)